# Kanton Carignan
Kanton Carignan (fr. Canton de Carignan) je francouzský kanton v departementu Ardensko v regionu Grand Est. Tvoří ho 40 obcí. Před reformou kantonů 2014 ho tvořilo 26 obcí.

## Obce kantonu
od roku 2015:
| - Amblimont - Auflance - Autrecourt-et-Pourron - Beaumont-en-Argonne - Bièvres - Blagny - Brévilly - Carignan - Les Deux-Villes - Douzy - Escombres-et-le-Chesnois - Euilly-et-Lombut - La Ferté-sur-Chiers - Fromy - Herbeuval - Létanne - Linay - Mairy - Malandry - Margny | - Margut - Matton-et-Clémency - Messincourt - Mogues - Moiry - Mouzon - Osnes - Puilly-et-Charbeaux - Pure - Sachy - Sailly - Sapogne-sur-Marche - Signy-Montlibert - Tétaigne - Tremblois-lès-Carignan - Vaux-lès-Mouzon - Villers-devant-Mouzon - Villy - Williers - Yoncq |

před rokem 2015:
| - Auflance - Bièvres - Blagny - Carignan - Les Deux-Villes - La Ferté-sur-Chiers - Fromy - Herbeuval - Linay - Malandry - Margny - Margut - Matton-et-Clémency | - Messincourt - Mogues - Moiry - Osnes - Puilly-et-Charbeaux - Pure - Sachy - Sailly - Sapogne-sur-Marche - Signy-Montlibert - Tremblois-lès-Carignan - Villy - Williers |